# Cyrta dentatus
Cyrta dentatus är en insektsart som beskrevs av Zhang och Wei 2002. Cyrta dentatus ingår i släktet Cyrta och familjen dvärgstritar. Inga underarter finns listade i Catalogue of Life.